# Orere (fleuve)
Le fleuve Orere  ( anglais : Orere River ) est un cours d’eau de la région d’Auckland dans l’Île du Nord de la Nouvelle-Zélande.

## Géographie
Il s’écoule vers le nord-est à partir de la chaîne de Hunua, atteignant le Firth of Thames à Orere Point, près de la zone où la « firth « s’élargie dans le Golfe de Hauraki.